# Dům U Nožičků
Dům U Nožičků, někdy zvaný U císaře Karla nebo Stockhaus, je dům čp. 560 na Starém Městě v Praze mezi Celetnou ulicí (č. 16) a Ovocným trhem (č. 5). Do Celetné ulice stojí mezi Bubnovským domem a domem U svatého Jana, na druhé straně těsně přiléhá ke Karolinu.
První zmínka o domu je z roku 1363, kdy patřil Petrovi z Kolína (může se jednat o Petra Parléře), který jej v roce 1365 prodal Janu z Cách. V roce 1453 jen získal Burian Trčka z Lípy a v majetku jeho rodu zůstal až do roku 1537. V renesanci byl dům výrazně přestavován. V roce 1683 jej koupila hraběnka Věžníková, celý dům ale pronajímala včetně šenku piva. Byla zde i kovárna. Před rokem 1753 došlo pravděpodobně k výrazné přestavbě (jak je odvozováno z ceny domu) a univerzita zde zamýšlela zřídit knihovny lékařské a anatomické fakulty.